# Cayo Lankiam
Cayo Lankiam o Isla Panata (tagalo: Panata; chino: 杨信沙洲, pinyin: Yangxin Shazhou; vietnamita: Cồn San Hô Lan Can) es la isla más pequeña del archipiélago Spratly. Es además la séptima más grande entre las islas ocupadas por las Filipinas de ese grupo. Tiene una superficie de 0,44 hectáreas (4.400 metros cuadrados). Se encuentra a 8 millas (13 km) al noreste de la isla Kota (Isla Loaita), que también está ocupada por los filipinos. Esta isla es administrada por las Filipinas, como parte de Kalayaan, Palawan. Panata es la palabra para referirse a un juramento en el idioma tagalo.

## Medio ambiente
Hace unos años, esta isla tenía una superficie de más de 5 hectáreas, pero el fuerte oleaje ocasiona por un gran tifón cambio la superficie de arena (de playa) de la isla dejando tras de sí la actual formación de calcarenita que se puede ver en la marea baja. Tiene una amplia laguna donde los Marines de Filipinas operan.

## Ocupación de Filipinas
Esta isla es reclamada también por China, Taiwán y Vietnam, pero es Filipinas quien actualmente la ocupa. Es vigilada por soldados estacionados en la isla vecina de Kota (Isla Loaita). La isla Panata  es demasiado pequeña y su abastecimiento las 24 horas es una tarea difícil. Por lo tanto, los soldados en la isla Kota  regularmente "observan" desde una estructura alta (para aumentar la distancia en el horizonte). Los soldados estacionados en Kota visitan con regularidad la isla Panata.